# 1. Fußball-Club Köln 01/07 2013-2014
Questa voce raccoglie le informazioni riguardanti il 1. Fußball-Club Köln 01/07 nelle competizioni ufficiali della stagione 2013-2014.

## Stagione
Nella stagione 2013-2014 il Colonia, allenato da Peter Stöger, concluse il campionato di 2. Bundesliga al 1º posto e fu promosso in Bundesliga. In Coppa di Germania il Colonia fu eliminato agli ottavi dall'Amburgo.

## Rosa
| N. |                     | Ruolo | Calciatore       |
| -- | ------------------- | ----- | ---------------- |
| 1  | Germania (bandiera) | P     | Timo Horn        |
| 2  | Slovenia (bandiera) | D     | Mišo Brečko      |
| 4  | Spagna (bandiera)   | D     | Román Golobart   |
| 5  | Slovenia (bandiera) | D     | Dominic Maroh    |
| 6  | Brasile (bandiera)  | D     | Bruno Nascimento |
| 8  | Polonia (bandiera)  | C     | Adam Matuszczyk  |
| 9  | Nigeria (bandiera)  | A     | Anthony Ujah     |
| 11 | Germania (bandiera) | A     | Thomas Bröker    |
| 14 | Germania (bandiera) | D     | Jonas Hector     |
| 15 | Germania (bandiera) | C     | Maxi Thiel       |
| 16 | Germania (bandiera) | A     | Patrick Helmes   |
| 17 | Polonia (bandiera)  | C     | Sławomir Peszko  |
| 18 | Germania (bandiera) | P     | Thomas Kessler   |

| N. |                     | Ruolo | Calciatore          |
| -- | ------------------- | ----- | ------------------- |
| 20 | Germania (bandiera) | C     | Marcel Risse        |
| 21 | Germania (bandiera) | C     | Sascha Bigalke      |
| 22 | Germania (bandiera) | C     | Daniel Halfar       |
| 23 | Canada (bandiera)   | D     | Kevin McKenna       |
| 25 | Giappone (bandiera) | C     | Kazuki Nagasawa     |
| 26 | Germania (bandiera) | P     | Marcel Schuhen      |
| 26 | Norvegia (bandiera) | A     | Bård Finne          |
| 27 | Germania (bandiera) | A     | Maurice Exslager    |
| 28 | Austria (bandiera)  | D     | Kevin Wimmer        |
| 30 | Germania (bandiera) | C     | Fabian Schnellhardt |
| 31 | Germania (bandiera) | C     | Yannick Gerhardt    |
| 33 | Germania (bandiera) | C     | Matthias Lehmann    |
| 35 | Germania (bandiera) | D     | Koray Kaçınoğlu     |

## Organigramma societario
Area tecnica
- Allenatore: Peter Stöger
- Allenatore in seconda: Manfred Schmid
- Preparatore dei portieri: Alexander Bade
- Preparatori atletici:
- Analisi video:

## Calciomercato

### Sessione estiva
| Acquisti | Acquisti         | Acquisti          | Acquisti |
| R.       | Nome             | da                | Modalità |
| -------- | ---------------- | ----------------- | -------- |
| A        | Patrick Helmes   | Wolfsburg         |          |
| C        | Daniel Halfar    | Monaco 1860       |          |
| A        | Maurice Exslager | Duisburg          |          |
| C        | Yannick Gerhardt | Colonia U19       |          |
| A        | Mikael Ishak     | San Gallo         |          |
| D        | Koray Kaçınoğlu  | Colonia U19       |          |
| C        | Sławomir Peszko  | Wolverhampton     |          |
| C        | Marcel Risse     | Magonza           |          |
| D        | Román Golobart   | Wigan             |          |
| C        | Maxi Thiel       | Wacker Burghausen |          |

| Cessioni | Cessioni          | Cessioni       | Cessioni |
| R.       | Nome              | a              | Modalità |
| -------- | ----------------- | -------------- | -------- |
| A        | Mikael Ishak      | Parma          |          |
| C        | Dino Bišanović    | Sarajevo       |          |
| C        | Christian Clemens | Schalke 04     |          |
| D        | Lukas Kübler      | Sandhausen     |          |
| C        | Daniel Royer      | Austria Vienna |          |
| C        | Tobias Strobl     | Hoffenheim     |          |
| C        | Reinhold Yabo     | Karlsruhe      |          |

### Sessione invernale
| Acquisti | Acquisti           | Acquisti           | Acquisti |
| R.       | Nome               | da                 | Modalità |
| -------- | ------------------ | ------------------ | -------- |
| A        | Bård Finne         | Brann              |          |
| C        | Kazuki Nagasawa    | Yokohama F·Marinos |          |
| A        | Milivoje Novakovič | RB Omiya Ardija    |          |

| Cessioni | Cessioni           | Cessioni          | Cessioni |
| R.       | Nome               | a                 | Modalità |
| -------- | ------------------ | ----------------- | -------- |
| C        | Mato Jajalo        | Sarajevo          |          |
| A        | Milivoje Novakovič | Shimizu S-Pulse   |          |
| A        | Kacper Przybyłko   | Arminia Bielefeld |          |

## Risultati

### 2. Bundesliga

#### Girone di andata
| Arbitro: | Stark |

|           |           |          |
| Kempe 78’ | Marcatori | 61’ Ujah |

| Arbitro: | Kircher |

|          |           |              |
| Ujah 67’ | Marcatori | 12’ Benschop |

| Arbitro: | Gagelmann |

|             |           |               |
| Krösche 15’ | Marcatori | 90’ Przybyłko |

| Arbitro: | Steinhaus-Webb |

|                       |           |  |
| Risse 55’, 78’ (rig.) | Marcatori |  |

| Fürth 24 agosto 2013, ore 13:00 CEST 5ª giornata | Greuther Fürth | 0 – 0 referto | Colonia | Trolli Arena (13 770 spett.)\| Arbitro: \| Drees \| |
| Arbitro:                                         | Drees          |               |         |                                                     |

| Arbitro: | Schmidt |

|                                       |           |              |
| Gerhardt 2’ Risse 11’, 24’ Peszko 55’ | Marcatori | 14’ Ishihara |

| Arbitro: | Kircher |

|  |           |                                   |
|  | Marcatori | 2’ Helmes 8’, 28’ Ujah 67’ Peszko |

| Colonia 20 settembre 2013, ore 18:40 CEST 8ª giornata | Colonia | 0 – 0 referto | Kaiserslautern | RheinEnergieStadion (50 000 spett.)\| Arbitro: \| Brych \| |
| Arbitro:                                              | Brych   |               |                |                                                            |

| Arbitro: | Aytekin |

|  |           |           |
|  | Marcatori | 32’ Risse |

| Arbitro: | Zwayer |

|                    |           |                       |
| van der Biezen 52’ | Marcatori | 59’ Helmes 90’ Brečko |

| Colonia 21 ottobre 2013, ore 20:15 CEST 11ª giornata | Colonia | 0 – 0 referto | Monaco 1860 | RheinEnergieStadion (48 300 spett.)\| Arbitro: \| Siebert \| |
| Arbitro:                                             | Siebert |               |             |                                                              |

| Arbitro: | Sippel |

|  |           |            |
|  | Marcatori | 80’ Peszko |

| Arbitro: | Drees |

|                                        |           |  |
| Risse 22’, 30’ Gerhardt 52’ Hector 66’ | Marcatori |  |

| Arbitro: | Gräfe |

|                 |           |  |
| Sukuta-Pasu 65’ | Marcatori |  |

| Arbitro: | Kempter |

|  |           |              |
|  | Marcatori | 48’ Hartmann |

| Arbitro: | Schmidt |

|  |           |                                   |
|  | Marcatori | 6’ Wimmer 28’ Helmes 79’ Gerhardt |

| Arbitro: | Hartmann |

|                    |           |  |
| Ujah 54’ Risse 84’ | Marcatori |  |

#### Girone di ritorno
| Arbitro: | Gagelmann |

|                            |           |            |
| Helmes 14’, 25’ Brečko 52’ | Marcatori | 55’ Aoudia |

| Arbitro: | Gräfe |

|                         |           |                          |
| Hoffer 55’ Benschop 62’ | Marcatori | 29’, 75’ Ujah 38’ Helmes |

| Arbitro: | Winkmann |

|  |           |          |
|  | Marcatori | 47’ Meha |

| Arbitro: | Christ |

|  |           |            |
|  | Marcatori | 48’ Helmes |

| Arbitro: | Fritz |

|            |           |           |
| Wimmer 36’ | Marcatori | 86’ Azemi |

| Arbitro: | Wingenbach |

|                                |           |                 |
| Sylvestr 12’ Löning 69’ (rig.) | Marcatori | 83’, 88’ Halfar |

| Arbitro: | Brand |

|                              |           |            |
| Hector 84’ Möhrle 86’ (aut.) | Marcatori | 68’ Sanogo |

| Kaiserslautern 17 marzo 2014, ore 20:15 CET 25ª giornata | Kaiserslautern | 0 – 0 referto | Colonia | Fritz-Walter-Stadion (41 315 spett.)\| Arbitro: \| Gagelmann \| |
| Arbitro:                                                 | Gagelmann      |               |         |                                                                 |

| Colonia 22 marzo 2014, ore 13:00 CET 26ª giornata | Colonia   | 0 – 0 referto | Aalen | RheinEnergieStadion (45 700 spett.)\| Arbitro: \| Bandurski \| |
| Arbitro:                                          | Bandurski |               |       |                                                                |

| Arbitro: | Schmidt |

|                       |           |  |
| Brečko 29’ Helmes 58’ | Marcatori |  |

| Arbitro: | Kircher |

|  |           |           |
|  | Marcatori | 85’ Finne |

| Arbitro: | Leicher |

|                     |           |  |
| Halfar 12’ Ujah 75’ | Marcatori |  |

| Arbitro: | Stark |

|            |           |                        |
| Dausch 10’ | Marcatori | 25’ (rig.), 59’ Helmes |

| Arbitro: | Winkmann |

|                               |           |           |
| Risse 50’ Helmes 63’ Ujah 81’ | Marcatori | 42’ Latza |

| Arbitro: | Christ |

|              |           |          |
| Hartmann 34’ | Marcatori | 61’ Ujah |

| Arbitro: | Perl |

|                                                  |           |  |
| Ujah 13’ Kalla 39’ (aut.) Helmes 43’ Bigalke 61’ | Marcatori |  |

| Arbitro: | Dingert |

|                         |           |  |
| Kapllani 65’ Leckie 71’ | Marcatori |  |

### Coppa di Germania
| Arbitro: | Petersen |

|  |           |                            |
|  | Marcatori | 48’ (rig.) Risse 87’ Thiel |

| Arbitro: | Gagelmann |

|  |           |           |
|  | Marcatori | 53’ Risse |

| Arbitro: | Meyer |

|                          |           |                |
| Beister 42’ Iličević 85’ | Marcatori | 54’ Matuszczyk |

## Statistiche

### Statistiche di squadra
| Competizione      | Punti | In casa | In casa | In casa | In casa | In casa | In casa | In trasferta | In trasferta | In trasferta | In trasferta | In trasferta | In trasferta | Totale | Totale | Totale | Totale | Totale | Totale | DR  |
| Competizione      | Punti | G       | V       | N       | P       | Gf      | Gs      | G            | V            | N            | P            | Gf           | Gs           | G      | V      | N      | P      | Gf     | Gs     | DR  |
| ----------------- | ----- | ------- | ------- | ------- | ------- | ------- | ------- | ------------ | ------------ | ------------ | ------------ | ------------ | ------------ | ------ | ------ | ------ | ------ | ------ | ------ | --- |
| 2. Bundesliga     | 68    | 17      | 10      | 5       | 2       | 30      | 8       | 17           | 9            | 6            | 2            | 23           | 12           | 34     | 19     | 11     | 4      | 53     | 20     | +33 |
| Coppa di Germania | -     | 0       | 0       | 0       | 0       | 0       | 0       | 3            | 2            | 0            | 1            | 4            | 2            | 3      | 2      | 0      | 1      | 4      | 2      | +2  |
| Totale            | 68    | 17      | 10      | 5       | 2       | 30      | 8       | 20           | 11           | 6            | 3            | 27           | 14           | 37     | 21     | 11     | 5      | 57     | 22     | +35 |

### Andamento in campionato
| Giornata  | 1 | 2  | 3  | 4 | 5  | 6 | 7 | 8 | 9 | 10 | 11 | 12 | 13 | 14 | 15 | 16 | 17 | 18 | 19 | 20 | 21 | 22 | 23 | 24 | 25 | 26 | 27 | 28 | 29 | 30 | 31 | 32 | 33 | 34 |
| --------- | - | -- | -- | - | -- | - | - | - | - | -- | -- | -- | -- | -- | -- | -- | -- | -- | -- | -- | -- | -- | -- | -- | -- | -- | -- | -- | -- | -- | -- | -- | -- | -- |
| Luogo     | T | C  | T  | C | T  | C | T | C | T | T  | C  | T  | C  | T  | C  | T  | C  | C  | T  | C  | T  | C  | T  | C  | T  | C  | C  | T  | C  | T  | C  | T  | C  | T  |
| Risultato | N | N  | N  | V | N  | V | V | N | V | V  | N  | V  | V  | P  | P  | V  | V  | V  | V  | P  | V  | N  | N  | V  | N  | N  | V  | V  | V  | V  | V  | N  | V  | P  |
| Posizione | 8 | 10 | 13 | 7 | 10 | 3 | 3 | 2 | 2 | 1  | 1  | 1  | 1  | 1  | 2  | 1  | 1  | 1  | 1  | 1  | 1  | 1  | 1  | 1  | 1  | 1  | 1  | 1  | 1  | 1  | 1  | 1  | 1  | 1  |

Legenda:

Luogo: C = Casa; T = Trasferta. Risultato: V = Vittoria; N = Pareggio; P = Sconfitta.

### Statistiche dei giocatori
!! colspan="4" | Totale

| Giocatore       | 2. Bundesliga | 2. Bundesliga | 2. Bundesliga | 2. Bundesliga | Coppa di Germania S. Bigalke | Coppa di Germania S. Bigalke | Coppa di Germania S. Bigalke | Coppa di Germania S. Bigalke | 1        | 1    | 0           | 0          | 0 | 0 | 0 | 0 | 1 | 1 | 0 | 0 |
| Giocatore       | Presenze      | Reti          | Ammonizioni   | Espulsioni    | Presenze                     | Reti                         | Ammonizioni                  | Espulsioni                   | Presenze | Reti | Ammonizioni | Espulsioni |   |   |   |   |   |   |   |   |
| M. Brečko       | 32            | 3             | 5             | 1             | 3                            | 0                            | 0                            | 0                            | 35       | 3    | 5           | 1          |   |   |   |   |   |   |   |   |
| T. Bröker       | 9             | 0             | 0             | 0             | 1                            | 0                            | 0                            | 0                            | 10       | 0    | 0           | 0          |   |   |   |   |   |   |   |   |
| A. Chihi        | 1             | 0             | 0             | 0             | 0                            | 0                            | 0                            | 0                            | 1        | 0    | 0           | 0          |   |   |   |   |   |   |   |   |
| M. Exslager     | 13            | 0             | 1             | 0             | 0                            | 0                            | 0                            | 0                            | 13       | 0    | 1           | 0          |   |   |   |   |   |   |   |   |
| B. Finne        | 11            | 1             | 0             | 0             | 0                            | 0                            | 0                            | 0                            | 11       | 1    | 0           | 0          |   |   |   |   |   |   |   |   |
| Y. Gerhardt     | 29            | 3             | 1             | 0             | 2                            | 0                            | 0                            | 0                            | 31       | 3    | 1           | 0          |   |   |   |   |   |   |   |   |
| R. Golobart     | 5             | 0             | 3             | 0             | 1                            | 0                            | 0                            | 0                            | 6        | 0    | 3           | 0          |   |   |   |   |   |   |   |   |
| D. Halfar       | 33            | 3             | 2             | 0             | 3                            | 0                            | 0                            | 0                            | 36       | 3    | 2           | 0          |   |   |   |   |   |   |   |   |
| J. Hector       | 33            | 2             | 2             | 0             | 3                            | 0                            | 0                            | 0                            | 36       | 2    | 2           | 0          |   |   |   |   |   |   |   |   |
| P. Helmes       | 27            | 12            | 2             | 0             | 1                            | 0                            | 1                            | 0                            | 28       | 12   | 3           | 0          |   |   |   |   |   |   |   |   |
| T. Horn         | 32            | 0             | 0             | 0             | 3                            | 0                            | 0                            | 0                            | 35       | 0    | 0           | 0          |   |   |   |   |   |   |   |   |
| M. Jajalo       | 5             | 0             | 1             | 0             | 1                            | 0                            | 0                            | 0                            | 6        | 0    | 1           | 0          |   |   |   |   |   |   |   |   |
| K. Kaçınoğlu    | 0             | 0             | 0             | 0             | 0                            | 0                            | 0                            | 0                            | 0        | 0    | 0           | 0          |   |   |   |   |   |   |   |   |
| T. Kessler      | 2             | 0             | 0             | 0             | 0                            | 0                            | 0                            | 0                            | 2        | 0    | 0           | 0          |   |   |   |   |   |   |   |   |
| M. Lehmann      | 33            | 0             | 5             | 0             | 3                            | 0                            | 1                            | 0                            | 36       | 0    | 6           | 0          |   |   |   |   |   |   |   |   |
| D. Maroh        | 33            | 0             | 4             | 0             | 3                            | 0                            | 1                            | 0                            | 36       | 0    | 5           | 0          |   |   |   |   |   |   |   |   |
| A. Matuszczyk   | 22            | 0             | 0             | 0             | 3                            | 1                            | 0                            | 0                            | 25       | 1    | 0           | 0          |   |   |   |   |   |   |   |   |
| K. McKenna      | 4             | 0             | 0             | 0             | 0                            | 0                            | 0                            | 0                            | 4        | 0    | 0           | 0          |   |   |   |   |   |   |   |   |
| K. Nagasawa     | 10            | 0             | 2             | 0             | 0                            | 0                            | 0                            | 0                            | 10       | 0    | 2           | 0          |   |   |   |   |   |   |   |   |
| B. Nascimento   | 7             | 0             | 1             | 0             | 1                            | 0                            | 0                            | 0                            | 8        | 0    | 1           | 0          |   |   |   |   |   |   |   |   |
| S. Peszko       | 24            | 3             | 6             | 0             | 2                            | 0                            | 0                            | 0                            | 26       | 3    | 6           | 0          |   |   |   |   |   |   |   |   |
| K. Przybyłko    | 8             | 1             | 0             | 0             | 0                            | 0                            | 0                            | 0                            | 8        | 1    | 0           | 0          |   |   |   |   |   |   |   |   |
| M. Risse        | 31            | 9             | 1             | 0             | 3                            | 2                            | 0                            | 0                            | 34       | 11   | 1           | 0          |   |   |   |   |   |   |   |   |
| F. Schnellhardt | 1             | 0             | 0             | 0             | 0                            | 0                            | 0                            | 0                            | 1        | 0    | 0           | 0          |   |   |   |   |   |   |   |   |
| M. Schuhen      | 0             | 0             | 0             | 0             | 0                            | 0                            | 0                            | 0                            | 0        | 0    | 0           | 0          |   |   |   |   |   |   |   |   |
| M. Thiel        | 5             | 0             | 1             | 0             | 1                            | 1                            | 1                            | 0                            | 6        | 1    | 2           | 0          |   |   |   |   |   |   |   |   |
| A. Ujah         | 34            | 11            | 3             | 0             | 3                            | 0                            | 0                            | 0                            | 37       | 11   | 3           | 0          |   |   |   |   |   |   |   |   |
| K. Wimmer       | 26            | 2             | 2             | 0             | 2                            | 0                            | 1                            | 0                            | 28       | 2    | 3           | 0          |   |   |   |   |   |   |   |   |